# Il Copa Antioquia
De Copa Antioquia is een internationaal golfkampioenschap, dat meetelt voor de Europese Challenge Tour en de Tour de las Americas (TLA). De officiële naam is 'Abierto Internacional de Golf II Copa Antioquia'.
De eerste editie is in februari 2010. Er wordt gespeeld op de Country Club El Rodeo, Sede La Macarena bij Medellin, de geboorteplaats van de bekende Colombiaanse golfer Camilo Villegas, die in 2008 op de 7de plaats van de wereldranglijst stond. De baan ligt aan de voet van het Andes gebergte. Hij werd in 1952 geopend en heeft een par van 71. Het prijzengeld voor dit nieuwe toernooi is US $ 220.000;
De Challenge Tour heeft zeven evenementen van de TLA op haar programma staan. Het is allemaal begonnen met het Costa Rica Open in 2003. Op deze manier kunnen spelers van de TLA genoeg verdienen om zich te kwalificeren voor de Tour in Europa, zoals de Argentijnse spelers Rafa Echenique en Tano Goya deden.
De helft van de deelnemers zal bestaat uit spelers van de TLA en Colombia.
| Jaar | Baan                                                          | Winnaar       | Score     |
| ---- | ------------------------------------------------------------- | ------------- | --------- |
| 2010 | Club Deportivo El Rodeo, Sede La Macarena, Medellin, Colombia | David Vanegas | 272 (-12) |
| 2011 |                                                               |               |           |